# Бевис, Мари-Луиза
Мари-Луиза Бевис (фр. Marie-Louise Bévis; род. 12 октября 1972, Morne-à-l'Eau) — французская легкоатлетка, специалистка по бегу на короткие дистанции. Выступала на профессиональном уровне в 1992—2005 годах, двукратная победительница Средиземноморских игр, чемпионка Франции, участница ряда крупных международных стартов.

## Биография
Мари-Луиза Бевис родилась 12 октября 1972 года в коммуне Морн-а-л’О округа Пуэнт-а-Питр, Гваделупа.
В 1993 году вошла в основной состав французской сборной и выступила на нескольких крупных международных стартах, в частности в эстафете 4×400 метров стала четвёртой на Кубке Европы в Риме и шестой на чемпионате мира в Штутгарте.
В 1994 году в той же дисциплине заняла пятое место на Кубке Европы в Бирмингеме.
В 1995 году бежала 400 метров на чемпионате мира в помещении в Барселоне и эстафету 4×400 метров на чемпионате мира в Гётеборге.
В 1996 году отметилась выступлением на чемпионате Европы в помещении в Стокгольме. На Кубке Европы в Мадриде была шестой в беге на 400 метров и четвёртой в эстафете 4×400 метров.
В 1997 году стала чемпионкой Франции на дистанции 400 метров. На Средиземноморских играх в Бари финишировала шестой в индивидуальном беге на 400 метров и вместе с соотечественницами выиграла серебряную медаль в эстафете 4×400 метров. На Кубке Европы в Мюнхене в тех же дисциплинах стала шестой и седьмой соответственно. Также в этом сезоне успешно выступила на Франкофонских играх в Антананариву, где завоевала золотую и серебряную награды.
В 1998 году в 400-метровом беге стартовала на чемпионате Европы в помещении в Валенсии.
В 2000 году участвовала в чемпионате Европы в помещении в Генте и в Кубке Европы в Гейтсхеде, где пришла к финишу восьмой.
В 2001 году в эстафете 4×400 метров стала серебряной призёркой на Франкофонских играх в Оттаве и показала шестой результат на чемпионате мира в Эдмонтоне. На Средиземноморских играх в Тунисе одержала победу в обеих дисциплинах: 400 метров и эстафете 4×400 метров.
В 2002 году бежала эстафету 4×400 метров на Кубке Европы в Анси и на чемпионате Европы в Мюнхене, в последнем случае заняла пятое место.
В 2003 году финишировала пятой на Кубке Европы в помещении в Лейпциге. На Кубке Европы во Флоренции была четвёртой в индивидуальном беге на 400 метров и третьей в эстафете 4×400 метров. На чемпионате мира в Париже в программе эстафеты в финал не вышла.
В 2004 году вновь стартовала на Кубке Европы в помещении в Лейпциге, в эстафете 4×400 метров заняла седьмое место на Кубке Европы в Быдгоще.
Завершила спортивную карьеру по окончании сезона 2005 года.